# Juan Ignacio Bernal Díaz
Juan Ignacio Bernal Díaz (Conca, 6 d'abril de 1968) és un exfutbolista castellanomanxec, que ocupava la posició de migcampista.

## Trajectòria
Debuta a primera divisió a la campanya 90/91, quan arriba al CD Tenerife provinent del Barcelona Atlètic. Amb els canaris hi disputa cinc partits eixa campanya. Sense continuïtat, marxa al Llevant UE.
La temporada 92/93 recala a la UE Lleida. Eixe any els catalans aconsegueixen l'ascens a primera divisió, i el migcampista aporta dos gols en 26 partits, la meitat com a suplent.